# Animanera
Animanera è un film del 2006 diretto da Raffaele Verzillo.

## Trama
Enrico Russo, un uomo abusato nell'infanzia, è un marito gentile e al tempo stesso un predatore di bambini. La vittima prescelta è Andrea, un ragazzino benestante trascurato dalla famiglia. Sulle tracce del pedofilo, troviamo un commissario, una psichiatra e un magistrato.

## Distribuzione
Distribuito da Medusa Film è uscito nelle sale cinematografiche dal 29 agosto 2008.